# Фухсмил
Фухсмил (њем. Fuchsmühl) град је у њемачкој савезној држави Баварска. Једно је од 26 општинских средишта округа Тиршенројт. Према процјени из 2010. у граду је живјело 1.753 становника. Посједује регионалну шифру (AGS) 9377119.

## Географски и демографски подаци
Фухсмил се налази у савезној држави Баварска у округу Тиршенројт. Град се налази на надморској висини од 624 метра. Површина општине износи 14,8 km². У самом граду је, према процјени из 2010. године, живјело 1.753 становника. Просјечна густина становништва износи 118 становника/km².

## Међународна сарадња
| Мјесто        | Држава  | Врста сарадње | Од    |
| ------------- | ------- | ------------- | ----- |
| Санкт Леонард | Италија | партнерство   | 1988. |
| Извор         |         |               |       |